# Liesbet De Vocht
Liesbet De Vocht (Turnhout, 5 januari 1979) is een Belgisch voormalig wielrenster. De Vocht kwam laatst uit voor Lotto-Belisol Ladies. In 2009, 2011 en 2012 won ze het Belgisch kampioenschap tijdrijden. In 2010 en 2013 won De Vocht het Belgisch kampioenschap op de weg. Liesbeth De Vocht is de oudere zus van wielrenner Wim De Vocht.
In 2012 werd De Vocht negende op de Olympische Zomerspelen 2012 in de wegwedstrijd en 23e en voorlaatste in de individuele tijdrit.

## Palmares
2005
- Criterium De Pinte
- Criterium Olen

2006
- Ladys Berry Classic`s
- Criterium Assbroek
- Criterium Kontich
- Provinciaal Kampioenschap Antwerpen, tijdrijden
- 1e etappe A Wolvertem-Slozen
- 1e etappe B Wolvertem-Slozen
- Eindklassement Wolvertem-Slozen

2007
- Provinciaal Kampioenschap Antwerpen, tijdrijden
- Criterium Kontich
- Criterium Olen
- Criterium Putte-Kapellen

2008
- Omloop van het Hageland
- Criterium De Klinge

2009
- Criterium Evergem
- Criterium Bornem
- Criterium Kalmthout
- Provinciaal Kampioenschap Antwerpen, wegwedstrijd
- 1e etappe Tour de Bretagne
- Dwars door de Westhoek
- Belgisch kampioenschap, tijdrijden

2010
- Belgisch kampioenschap, wegwedstrijd
- Dwars door de Westhoek
- Dolmans Heuvelland Classic

2011
- Provinciaal Kampioenschap Antwerpen, tijdrijden
- Belgisch kampioenschap, tijdrijden

2012
- Belgisch kampioenschap, tijdrijden
- Knokke-Heist - Bredene
- Gooik-Geraardsbergen-Gooik
- Provinciaal Kampioenschap Antwerpen, tijdrijden

2013
- Provinciaal Kampioenschap Antwerpen, tijdrijden
- Belgisch kampioenschap, wegwedstrijd
- Belgisch kampioenschap, tijdrijden

## Ploegen
- 2006 -  Lotto-Belisol Ladiesteam
- 2007 -  Lotto-Belisol Ladiesteam
- 2008 -  Vrienden van het Platteland
- 2009 -  DSB Bank-Nederland bloeit
- 2010 -  Nederland bloeit
- 2011 -  Topsport Vlaanderen 2012-Ridley Team
- 2012 -  Rabo Women Cycling Team
- 2013 -  Rabobank-Liv Woman
- 2014 -  Lotto-Belisol Ladies